# Brummerska huset

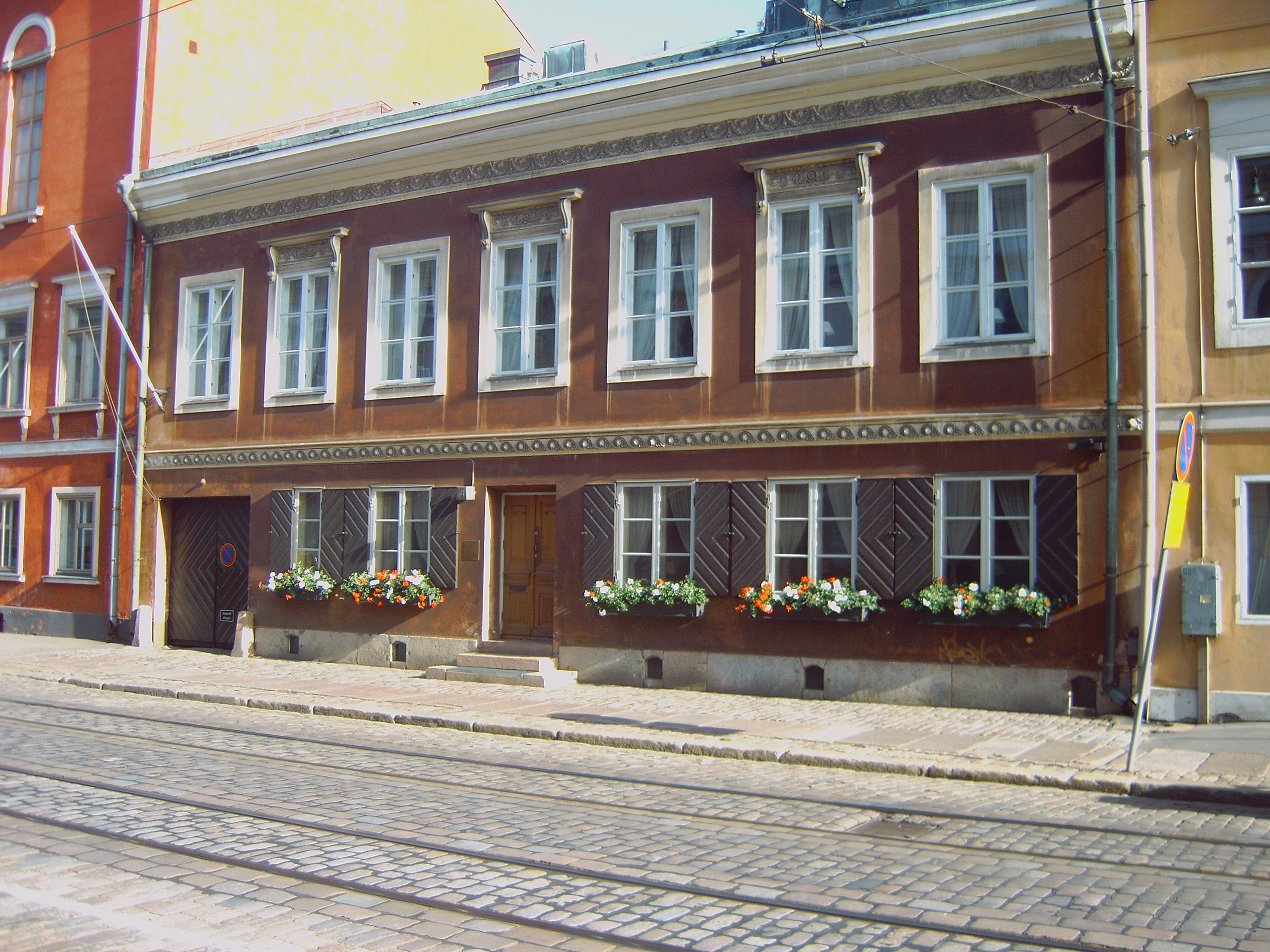
Brummerska huset i Helsingfors

Brummerska huset är en byggnad på Alexandersgatan i Helsingfors. Enligt den skylt som på huset satts upp av Helsingfors stad lät handlanden Gustaf Fredrik Kåhlman på tomten uppföra ett hus för butik och bostad i början av 1800-talet (oklart vilket år). Enligt statistiska byråns tomtregister köpte handl. G. Kåhlman tomten år 1813. Gustaf Fredrik Kåhlman avled år 1847, och tomten såldes enligt tomtregistret år 1848 av handlanden Gust. Fredr. Kåhlmans arv.
Byggnaden är Helsingfors borgmästarens officiella residens. Helsingfors stad köpte byggnaden år 1959 och totalrenoverade den mellan åren 1961 och 1962. 
Byggnaden har fått sitt namn efter J.V. Brummer som ägde byggnaden under andra hälften av 1800-talet. Under den brummerska tiden utvidgades byggnaden och dess sidobyggnad fick sin tredje våning. Även Lördagssällskapet möttes i byggnaden under 1800-talet. Marskalk Carl Gustaf Emil Mannerheim bodde där när hans riksföreståndaretid hade tagit slut år 1919.